# اللغة الفريولية
اللغة الفريولية (أيضاً اللادينية الشرقية) هي لغة رومنسية تنتمي إلى العائلة الريتية ويتحدث بها في منطقة فريولي في شمال شرق إيطاليا. يتحدث بالفريولية نحو 800,000 شخص وتتكلم الغالبية العظمى منهم الإيطالية. يطلق عليها أحياناً اسم اللادينية الشرقية لأنها تشترك معها في نفس الجذور. تطورت اللغة عبر القرون واختلفت عنها تحت تأثير اللغات المحيطة بها بما في ذلك الألمانية والإيطالية والبندقية والسلوفينية. تعود الوثائق بالفريولية إلى القرن الحادي عشر، والشعر و الأدب يرجع تاريخهما إلى عام 1300. و بحلول القرن العشرين كان هناك اهتمام بإحياء هذه اللغة والذي يستمر حتى يومنا هذا.